# Amblyornis
Genre
Amblyornis est un genre d'oiseaux passeriformes de la famille des Ptilonorhynchidae. Ces espèces sont connues sous le nom d'oiseaux jardiniers.

## Liste d'espèces
D'après la classification de référence (version 15.1, 2025) du Congrès ornithologique international (ordre phylogénique) :
- Amblyornis inornata – Jardinier brun
- Amblyornis macgregoriae – Jardinier de MacGregor
- Amblyornis germanus – Jardinier germain
- Amblyornis subalaris – Jardinier à huppe orange
- Amblyornis flavifrons – Jardinier à front d'or